# Free Agent (album)
Free Agent è il secondo album del rapper statunitense Joell Ortiz, pubblicato nel 2011 da E1. Al disco collaborano i LOX, Royce da 5'9", Fat Joe e Just Blaze. Alle produzioni, tra gli altri, anche DJ Premier, Large Professor e DJ Khalil.
L'album è trapelato su internet tre mesi prima dell'uscita sul sito Amazon.com, ma in seguito è stato rimosso.
| Recensione | Giudizio |
| ---------- | -------- |
| AllMusic   | [ 1 ]    |
| HipHopDX   | [ 3 ]    |
| RapReviews | [ 4 ]    |
| Spin       | [ 5 ]    |

## Tracce
1. Intro – 1:57 – Frank Dukes
2. Put Some Money on It (featuring The LOX) – 2:29 – Sean C & LV
3. Killed for Less (Intro) – 0:19
4. One Shot (Killed for Less) (featuring Fat Joe) – 3:53 – Knobody
5. Sing Like Bilal – 2:30 – DJ Premier
6. Finish What You Start (featuring Royce da 5'9") – 3:16 – Kenny Dope
7. Battle Cry (featuring Just Blaze) – 5:04 – Just Blaze, The Audible Doctor
8. Nursery Rhyme – 3:10 – Nottz
9. Phone (Skit) – 0:31
10. Call Me (She Said) (featuring Novel) – 4:08 – Novel, Frequency
11. So Hard (featuring Anna Yvette) – 3:21 – Frequency, Anna Yvette
12. Oh! (featuring Iffy) – 4:06 – Large Professor
13. Checkin for You (Skit) – 0:19
14. Checkin for You (performed by Sebastian Rios) – 3:56 – Frank Dukes, Yuri Zwadiuk
15. Good Man Is Gone – 4:01 – Broadway
16. Cocaine – 3:36 – DJ Khalil
17. Incredible (iTunes Bonus Track) (featuring Barrington Levy) – 3:48 – The Audible Doctor

## Classifiche settimanali
| Classifica (2011)         | Posizione massima |
| ------------------------- | ----------------- |
| Stati Uniti               | 173               |
| US Heatseekers Albums     | 2                 |
| US Independent Albums     | 22                |
| US Top Rap Albums         | 15                |
| US Top R&B/Hip-Hop Albums | 33                |